# それ行け!新伍迷探偵
『それ行け!新伍迷探偵』（それいけ しんごめいたんてい）は、1978年1月8日から3月26日までTBS系列局で放送されていた毎日放送（MBS）製作のコメディ番組である。全12回。放送時間は毎週日曜 12:00 - 12:45 （日本標準時）。
前番組『新伍とんでけ捕物帳』と同じく山城新伍主演のコメディ番組で、山城が探偵に扮して出演していた。

## 出演者
- 山城新伍
- 山田隆夫
- 花紀京
- 浅香秋恵
- ほか

## 放送局
- 毎日放送（製作局）
- 北海道放送
- 青森テレビ
- 岩手放送（現・IBC岩手放送）
- 東北放送
- 福島テレビ
- 東京放送（現・TBSテレビ）
- 新潟放送[2]
- 富山テレビ
- 北陸放送[2]
- 福井テレビ
- テレビ山梨
- 信越放送
- 静岡放送

- 中部日本放送（現・CBCテレビ）
- 山陰放送
- 山陽放送（現・RSK山陽放送）
- 中国放送
- テレビ山口
- テレビ高知
- RKB毎日放送
- 長崎放送
- 熊本放送
- 大分放送
- 宮崎放送
- 南日本放送
- 琉球放送